# 客家料理
客家料理（はっかりょうり、中国語: 客家菜）は、中国の広東省・江西省・福建省、香港、台湾の新竹県・苗栗県・高雄市美濃区、マレーシアなどに住む客家人の郷土料理。

## 概要
客家は、秦代より、華北から6度に渡り華南への大規模な集団移動をしてきたとされ、広東省東部、香港の新界、江西省南部、福建省西部の山地や丘陵地帯を中心に生活をしている。また、さらに四川省、広西チワン族自治区などへ移住したり、台湾、マレーシア、インドネシア、フィリピンなどへ海を渡って移住した人たちも多い。これらの広範な地域で伝統的に食べられてきた料理が客家料理である。
客家の人たちが最も集中している広東省、江西省、福建省にまたがる山間部での生活は、ニワトリ、アヒル、ブタなどの家禽、家畜を育てながら、山の幸である野生動物やたけのこ、山菜、キノコ、川魚、カエルなどを利用し、華南での栽培に適したコメやその加工品とサツマイモを主食とし、煮物や蒸し物を中心とした素朴な料理をおかずとして食べる食生活を形成した。
また、流転の多い生活によって、携帯や保存の利く漬物、乾物、燻製をよく利用するようになった。セリホン（雪裡紅、カラシナの一種）を漬けた「酸菜」やさらに干した「梅菜干」がよく料理に使われ、また、干しいも、干し大根、干し筍などの他、ブタやオオハタネズミの干し肉を食べる地域もある。労働での発汗による塩分を補給して体力を維持するため、脂こく、塩辛く、濃い味付けが多い。風味付けにトウガラシ、ショウガ、酒、醤油を多用する。一方で、スープなどは非常にあっさりしたものもある。基本的に自分たちで食べるために用意する素朴な料理として伝わってきたため、店で食べても庶民的で、経済的な料理というイメージもある。調理法の上では、石蒸し、竹蒸し、塩蒸しなど多彩な蒸し方を使う料理がある。また、素材を包丁や棒で叩いて細かく潰す料理が多い。日本と同じく杵と臼で搗く餅米の餅もあり、大陸では「糍粑」、台湾では「麻糬」と称す。
このような客家料理に共通する調理法、素材の特徴がある一方で、周辺の料理や流通している食材の影響をうけて、地域ごとの差異もあり、また、各地の名物料理にも違いがある。主に省単位で地域分けして、広東省東部の東江料理（とうこうりょうり）、江西省南部や広東省北部の贛南料理（かんなんりょうり）、福建省西部の閩西料理（びんせいりょうり）、台湾の台湾客家料理（タイワンハッカりょうり）に分けて扱うことができる。これ以外に、四川省の客家料理、マレーシア、インドネシアなどの東南アジアで変容した客家料理などもある。

## 地域別の料理

### 東江料理

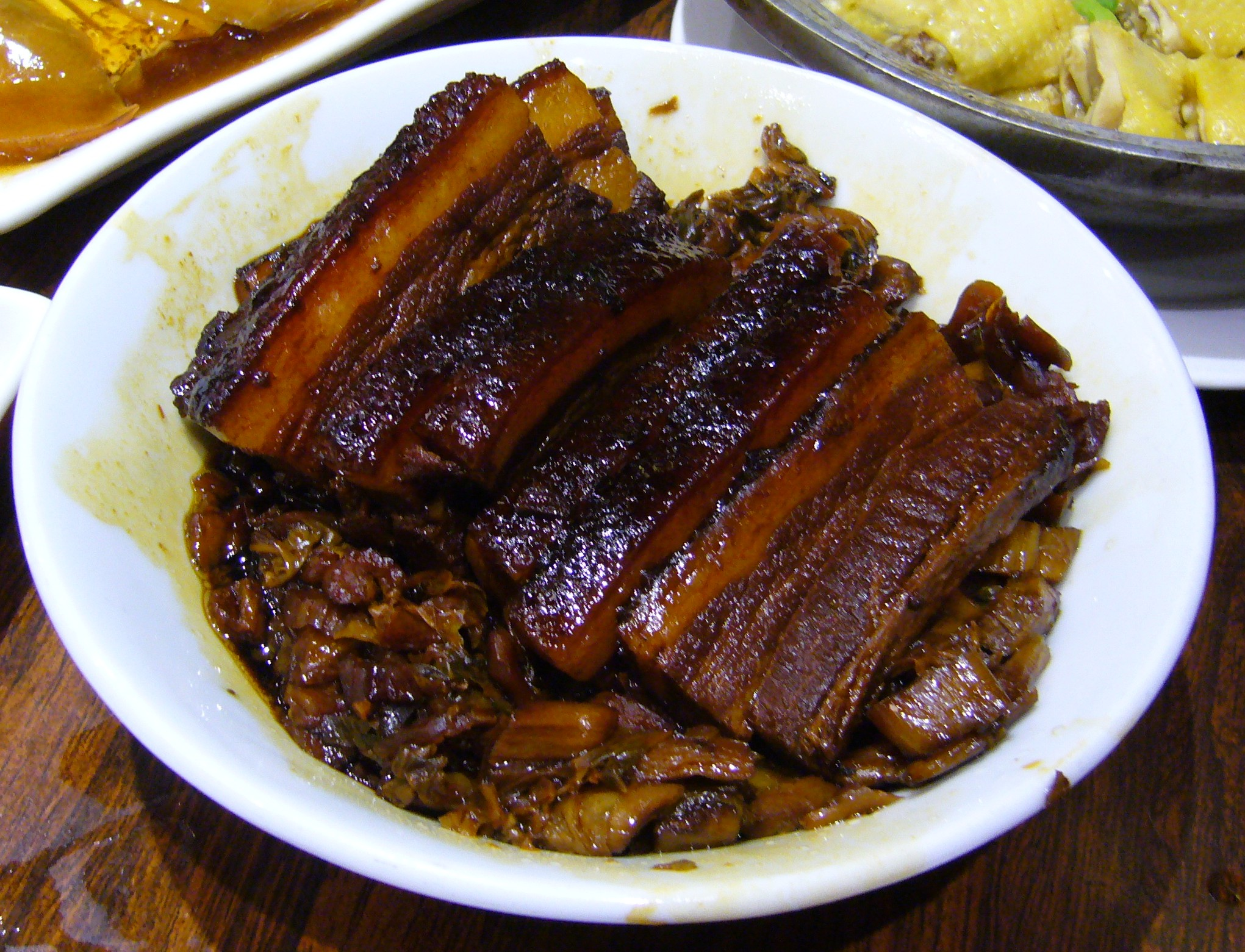
香港の梅菜扣肉

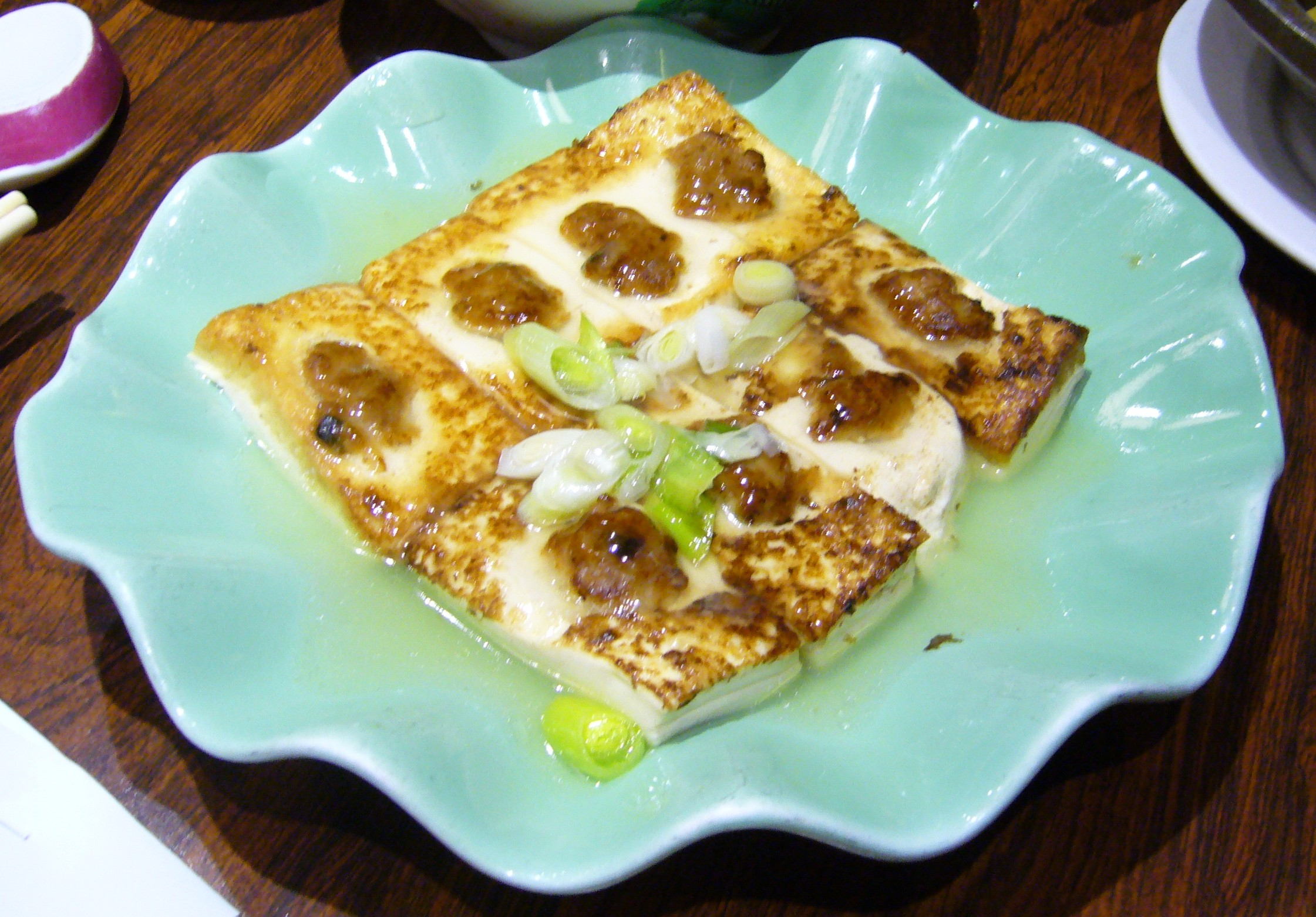
香港の釀豆腐

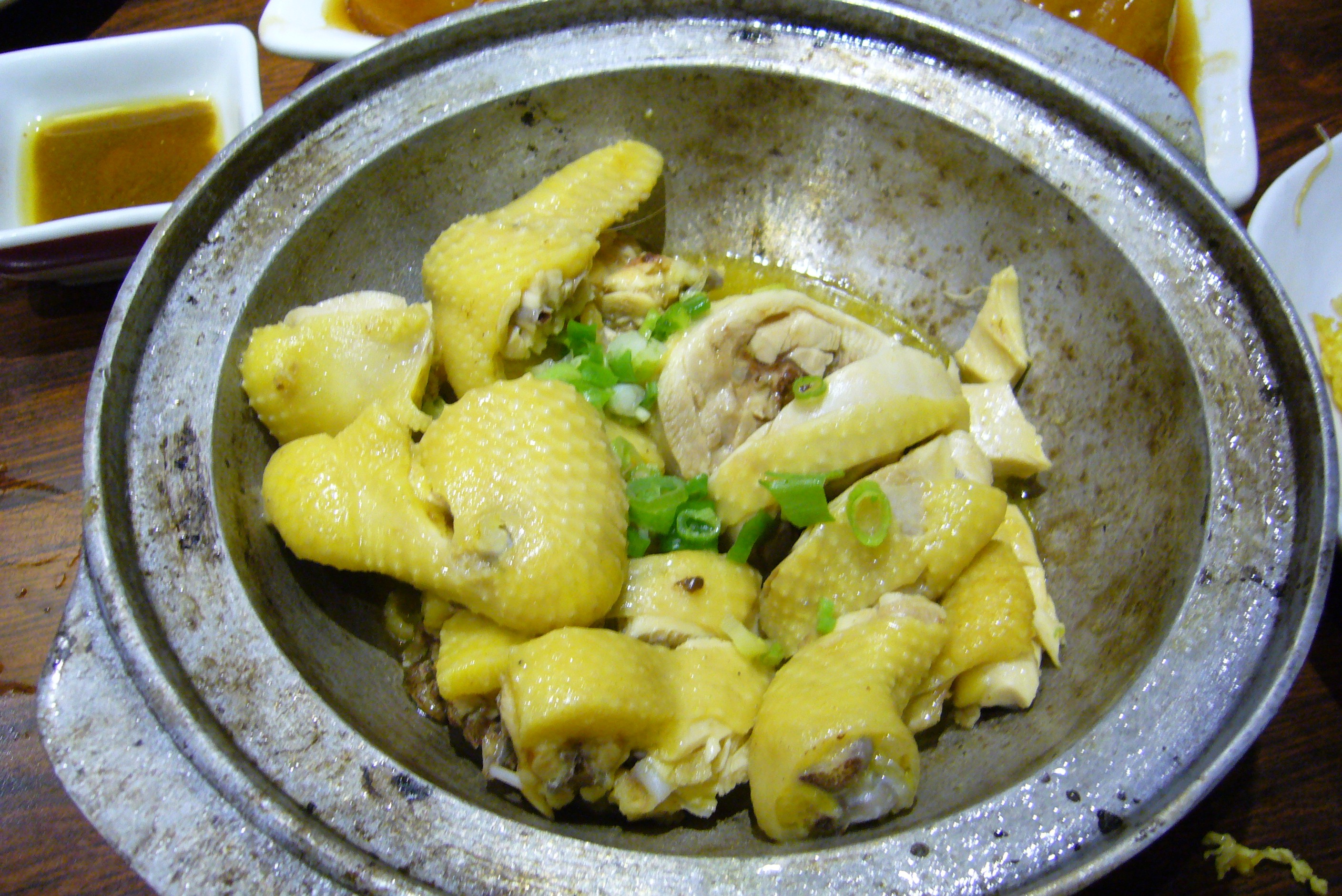
香港の塩焗鶏

中国語で「東江菜」（トンジアンツァイ Dōngjiāng cài、客家語 ドゥンゴンツォイ）という。広東省の東江流域の恵州や、上流の梅州周辺の料理を指す。これらの地域は香港、台湾、東南アジアに移住した客家の出身地であり、もっとも広く知られた客家料理の系統といえるが、逆に東江料理だけを客家料理と誤解する例も多い。広東省内の料理ということで八大菜系では広東料理の一流派と扱われている。基本的にトウガラシは飾り程度にしか使わない。
主な料理
- 梅乾扣肉（客家語 モイゴンキウギュッ） - 豚肉と漬け菜の蒸し物。三枚肉を茹で、醤油と砂糖を塗った後、軽く焼いて8mm程度にスライスし、干したセリホン(zh)の漬け物である「梅乾菜（「黴乾菜」の当て字）」を水で戻して醤油と砂糖をまぶし、鍋で共に蒸した料理。
- 釀豆腐（ギョンテウフー） - 肉詰め豆腐。宴会に必ず出される有名な客家料理。「釀」とは「餡を入れる」という意味の客家語の動詞であり、即ち細かく切った肉の餡を三角形に切った豆腐の間にはさみ入れた料理である。蒸すだけの場合も、蒸してからさらに野菜と炒める場合がある。南宋の末期、元の侵入によって華南に逃れた客家人が、小麦粉が採れないこの地で、春節に必要な餃子皮の代の豆腐を使ったのが始まりという俗説がある。ニガウリに肉を詰めた「釀苦瓜」もある。この料理はマレーシアではおでんの様な煮物に、タイではさらに麺料理の様に変容している。
- 塩焗鶏（ヤムクッカイ） - 鶏肉の塩蒸し。清代に帰善県（現恵州市恵陽区）の製塩労働者が、昼食用に持ってきた鶏の煮物を紙に包んで塩の山に置いたところ、熱された塩の風味が鶏肉にうまく入り、美味であったため、この手法が伝わったという。客家鹹鶏（ハッカーハムカイ）ともいう。
- 黄酒鶏（ヴォンチウカイ） - 鶏肉の老酒煮。伝統的には春節や産後の肥立ちのために作られる料理で、妊娠した人のいる家庭ではその家の姑が前もって糯米、酒餅、酒麴で「客家黄老酒」を醸造し、産後のために用意する。
- 炒鶏酒（ツァウカイチウ） - 鶏肉の米酒煮。上記を白い米酒で作ったもの。
- 酸菜豬肚湯（ソンツォイズトゥトン） - セリホンなどの漬け物とブタの胃のスープ。
- 艾草瘦肉湯（ギョイツァウツェウギュットン） - ヨモギの葉と豚肉のスープ。
- 清燉鶏 - 鶏の水煮
- 鴨甫紹菜 - アヒルの干し肉と白菜の蒸し物。
- 煎釀蛋角（ジェンギョンタンコッ） - 卵焼き餃子
- 蘿蔔粄（ローペッパン） - 大根餅
- 艾粄（ギョイパン） - よもぎ餅
- 腌麺（アムミェン） - 魚醤和えそば。梅州で朝食によく食べられる。
- 盆菜（プンチョイ） - 大きな鍋にエビ、豚肉、鶏肉、シイタケ、野菜などの調理した食品を盛り付けて出す東莞系客家の行事食。

### 贛南料理
中国語で「贛南菜」（ガンナンツァイ Gànnán cài、客家語 カムナムツォイ）。江西省南部の郷土料理で、贛州市の料理が著名である。もともと味が濃い客家料理に江西料理や湖南料理の辛い味付けが加わって、より濃厚になっている。このため江西料理の一種と扱われることもある。広東省北部や湖南省の客家の料理も、味付けの点でこの系統に含めることができる。
主な料理
- 贛州小炒魚 - 酸っぱく辛い味付けの草魚などの揚げ煮。
- 三杯鶏（三杯子鶏） - 醤油、甘酒、ラードで煮る鶏。
- 魚餅 - 草魚などの薩摩揚げ風。
- 魚餃 - 草魚などを棒で叩いて薄く伸ばし、肉を包んだゆで餃子。
- 菜餃子 - 漬け菜を米の粉で作った皮で包んだ餃子。
- 全寿鶏 - 贛州の鶏とシイタケの煮物。
- 流浪鶏 - ゆで鶏の内臓ソースがけ。
- 信豊鶏 - 信豊県の蒸し鶏の内臓あんかけ。
- 炒東坡 - 大腸と酸っぱい漬け物の炒め物。
- 醋果子 - 米のとぎ汁を発酵させて作る酸味の強い液に浸けて作る酸っぱい漬け物。
- 雲片 - 白玉粉と食紅で、紅白または緑と白のうず模様にした揚げ餅。

### 閩西料理

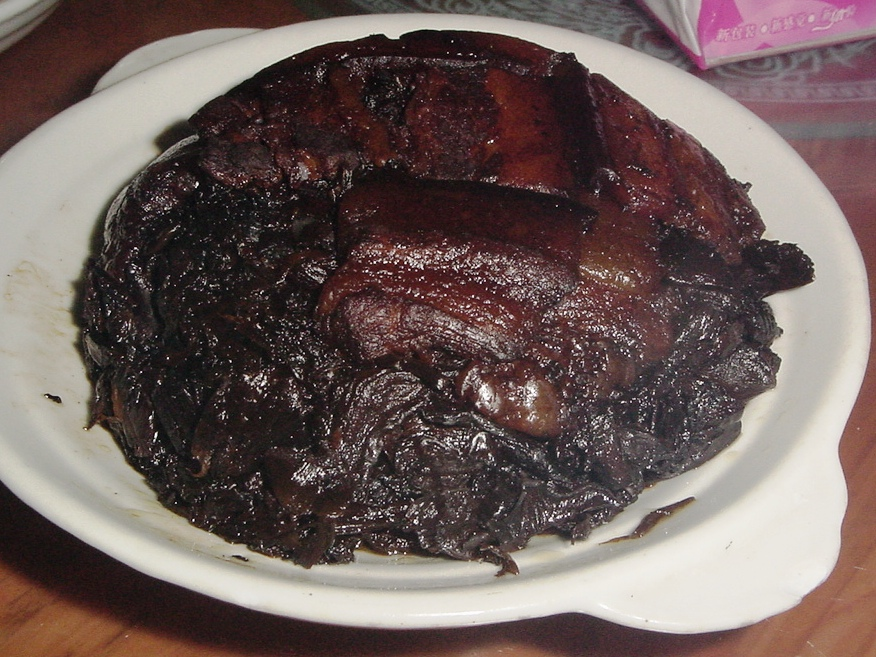
永定県の菜干扣肉

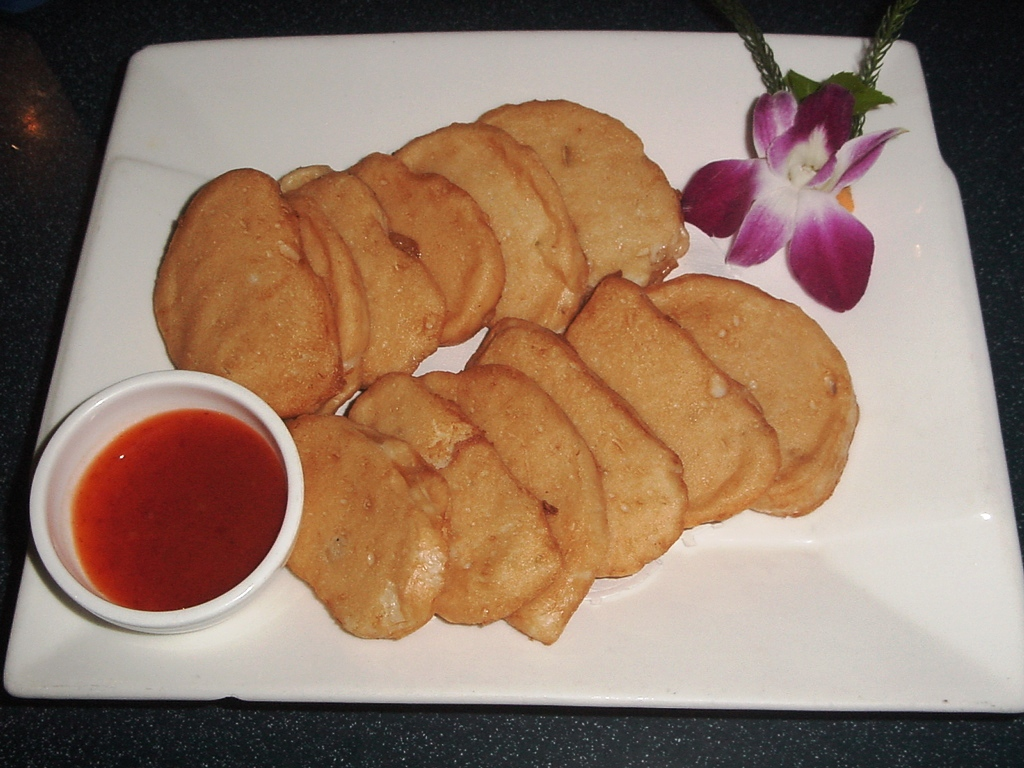
上杭魚白（揚げはんぺん）

中国語で「閩西菜」（ミンシーツァイ Mǐnxī cài、客家語 メンシーツォイ）。福建省西部の竜岩周辺の地域で食べられている郷土料理。特に汀州はさまざまな料理があり、多くの調理人を輩出していることで著名。閩南地方の漳州市に属す華安県や南靖県でも閩西料理の系統が食べられている。山の幸を使った素朴な料理であるが、福州料理や閩南料理の影響を受けた料理があり、寧明県と清流県にはソウギョの刺身があるなど、他の地域の客家料理と異なる点もある。福建料理の一種と扱われることもある。味付けは、東江料理と贛南料理の中間程度で、トウガラシで辛味もつける。
主な料理
- 菜乾扣肉 - セリホン（カラシナ類）の干し菜と豚三枚肉の蒸し物。東江料理の「梅菜扣肉」。
- 紅燜狗肉 - イヌ肉の醤油煮。
- 白斬狗肉 - イヌ肉の蒸し物。
- 九門頭（涮九品） - ハチノスや腸などの牛モツのしゃぶしゃぶ。連城県の名物料理。
- 紅菇燉排骨 - ベニタケ類(Russula vinosa)とスペアリブのスープ。
- 姜鶏 - 鶏肉の生姜蒸し。
- 草魚生 - 寧化県、清流県のソウギョの刺身。
- 韭菜包 - ニラ饅頭。米の粉をこねた生地で、刻んだニラや干し肉を包む。
- 白斬河田鶏 - 長汀県の河田鶏の蒸し鶏。塩だれをつけて食べる。
- 金絲豆腐干 - 汀州の押し豆腐とシイタケとタケノコの細切りの炒め物。
- 大卷 - つぶした豆腐にダイコン、豚肉、タケノコを刻んで入れ、サツマイモの粉を加えて筒状に成形し、蒸籠で蒸す料理。切って、ゴマ油や醤油をつけて食べる。
- 長汀鶏腸麺 - 手延べうどん。ウイグル料理のラグマンと同じく、1本の長い麺を手でのばしながら茹でる。
- 卜兎 - ウサギの米いぶし。ウサギをさばいて茹で、たれに漬けたあと、米を敷いた鍋の上でいぶした料理。
- 竹筒排骨 - 豚スペアリブと大根の竹筒蒸し。
- 金絲豆腐干 - 干し豆腐とシイタケとタケノコの細切りの炒め物。
- 油燜石鱗 - スピノーザトゲガエルの揚げ蒸し。
- 上杭魚白 - 上杭県の淡水魚のはんぺん。油で揚げたり、「燒魚白」として煮たりして食べる。
- 泡鴨爪 - 永定県下洋名物のアヒルの水かきをゆでて酸味のある付け汁に漬けたもの。
- 永定牛肉丸 - 永定県の牛肉団子。
- 韭菜包 - ニラ饅頭。米の粉をこねた生地で、刻んだニラや干し肉を包む。
- 発粄 - 蒸かし餅。赤く染めた粳米の粉を茶碗で蒸す。

### 台湾客家料理
中国語で「台灣客家菜」（タイワンコーチアツァイ Táiwān Kèjiā cài、客家語 トイヴァンハッカーツォイ）。台湾では高雄県、苗栗県、新竹県、桃園県などに客家が多く、これらの地域を中心に客家料理店も多く存在する。もともとは梅州市周辺の四県と呼ばれる地域から移り住んだ客家が多いため、東江料理のメニューも一般的であるが、それだけでなく、台湾独特の客家料理もある。台湾では干しイカや乾しエビのような乾物だけでなく、新鮮な海産物の入手も容易であり、また、台湾特産のパイナップル、台湾でよく食べられているバジル、麺線のような小麦粉をつかった素材なども取り入れている。
主な料理
- 美濃粄條 - 「在来米」（粳米）でつくるうどん。炒めたり、だし汁に入れたりする。
- 客家小炒 - 戻した干しイカ、干し豆腐、ネギ、椎茸、唐辛子などの炒め物。台湾客家料理の中でよく知られている。
- 高麗菜封 - キャベツの煮物。
- 冬瓜封 - トウガンの煮物。
- 炒野蓮 - タイワンガガブタの葉柄の炒め物。
- 炒鹹豬肉 - 塩漬け豚肉の炒め物。
- 鹹冬瓜蒸肉 - 塩漬けトウガンと豚肉の蒸し物。
- 姜絲炒大腸 - 豚の大腸の酢味噌炒めショウガ風味。
- 鹹蛋苦瓜 - ニガウリと塩漬けのアヒルの卵の炒め物。
- 阿公菜 - 川エビ、チュウゴクモクズガニ入りの卵焼き。
- 黒豆猪脚 - 黒豆と豚足の煮物。
- 鳳梨炒木耳 - パイナップルとキクラゲとモツの炒め物。
- 花生豆腐 - 沖縄県のジーマーミ豆腐に似た落花生で作る豆腐。あんかけや醤油だれで食べる。
- 福菜肉片湯 - 漬け菜と豚肉のスープ。

## 飲み物

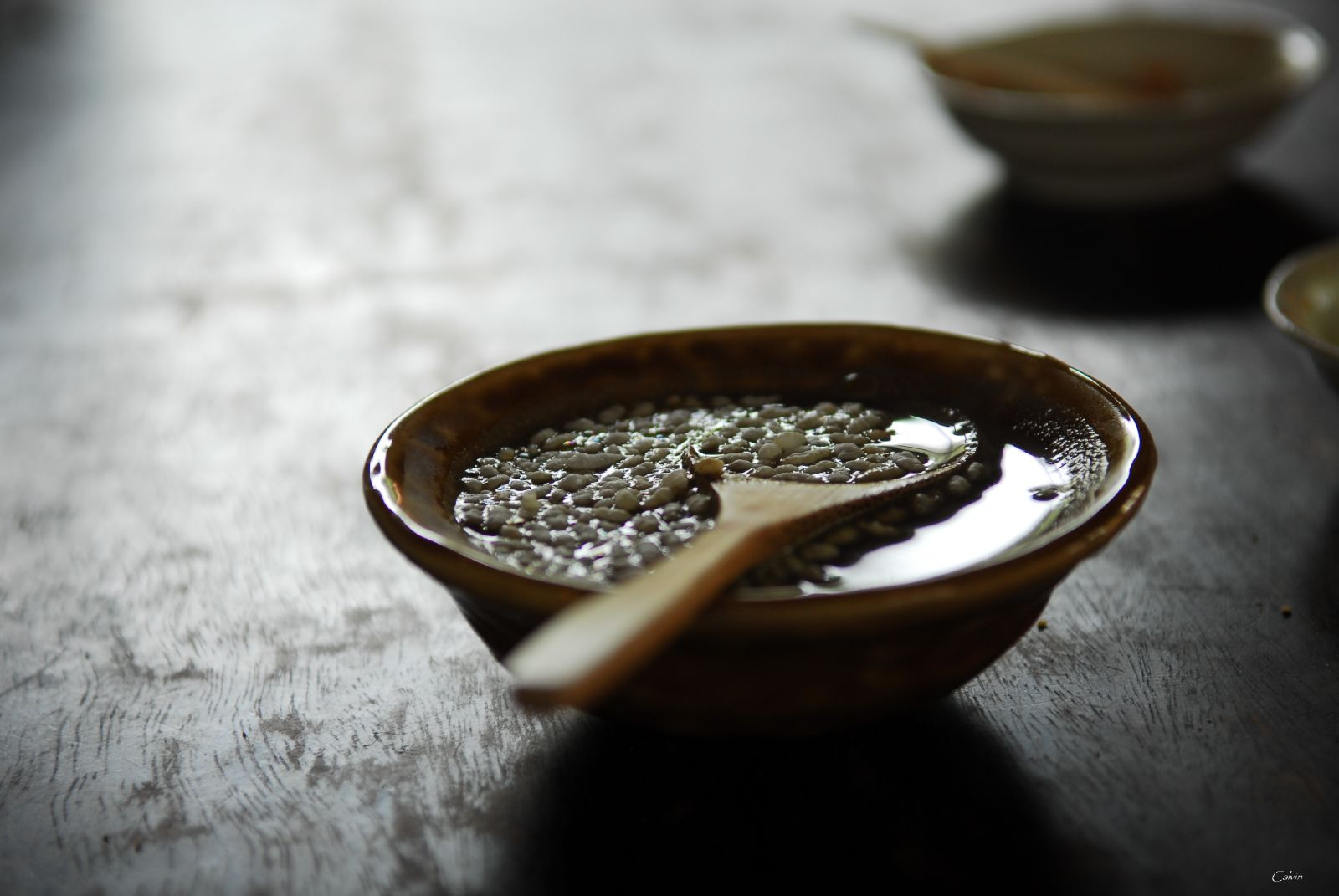
擂茶

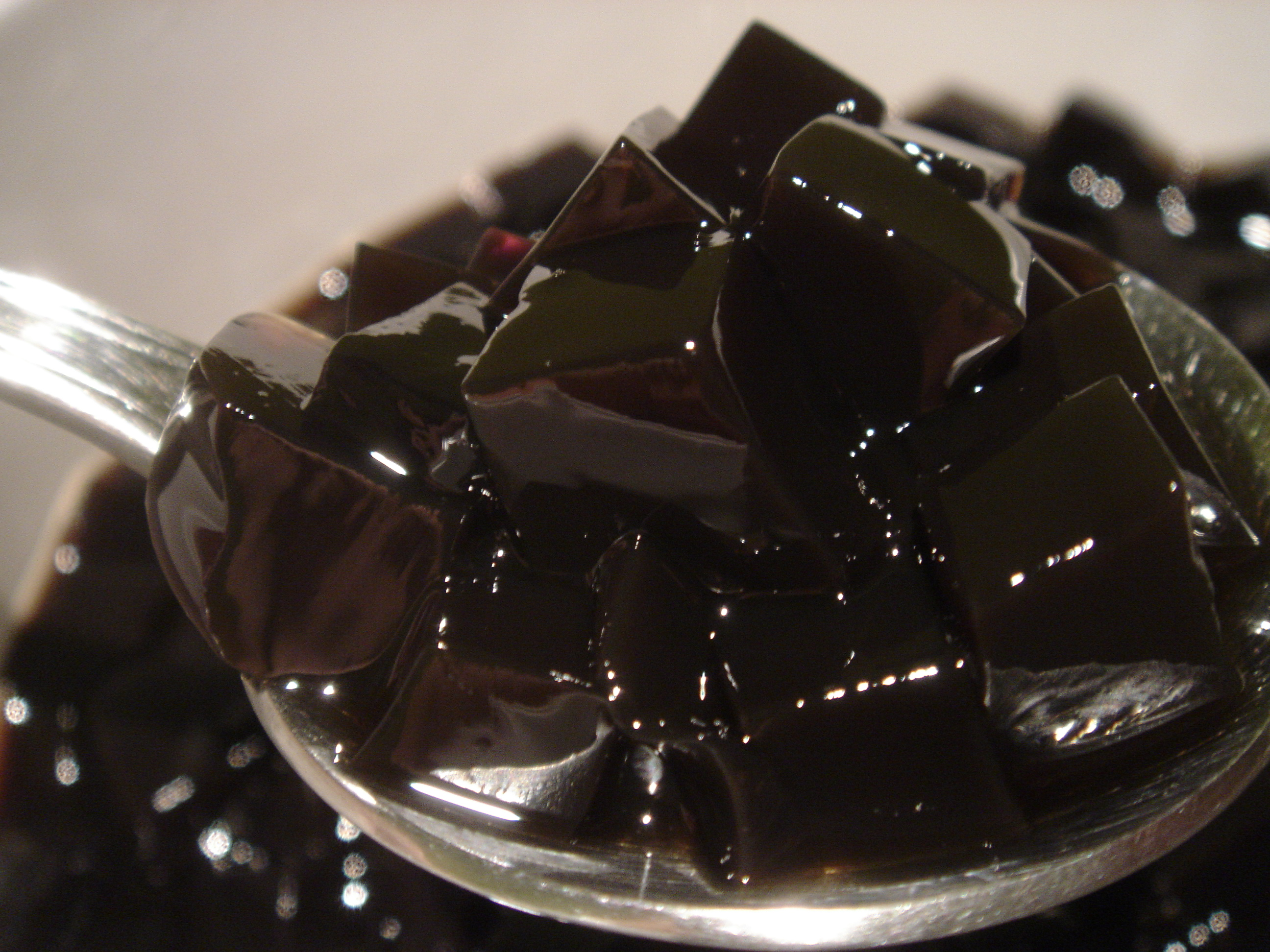
仙人粄

- 擂茶 - 炒り米、胡麻、砂糖などを擂り鉢ですって緑茶とともに淹れる汁粉状の濃厚な飲み物。江西では「米茶」と言う地区もある。贛南、閩西、広東省の海陸豊地区、台湾などでよく飲まれる。台湾では工場ですった素材を個包装し、湯を加えればすぐに飲める製品も売られている。
- 東方美人茶 - 台湾客家の多い地区で栽培されている。
- 汀州酒釀 - 長汀県名物の甘酒
- 仙人粄 - 仙草ゼリー。シロップが多く、飲料のようになっている場合もある。

## 他地域での普及

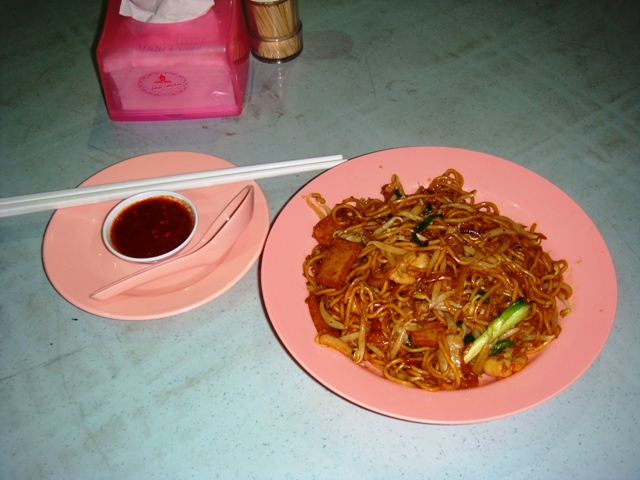
マレーシアのイポーの客家麺

香港、シンガポール、マレーシア、インドネシアなどの華僑が多い地域や、北京市、上海市、広州市、厦門市などの中国の大都市では客家料理専門店もあるが、数は限られる。広東省の広東料理店では、「梅菜扣肉」、「釀豆腐」、「塩焗鶏」などの代表的な料理だけはメニューに加えている例は多い。
「釀豆腐」はマレーシアでも広く知られた料理であるが、東江料理に近い豆腐に豚肉の餡を詰めたものを出す例と、マレーシア独特のアレンジが加えられたおでんのような各種具材を汁で煮た料理に変容した例があり、むしろ後者の方が一般的になっている。麺料理もマレーシアやインドネシアでは、現地の調味料で濃い味付けに変わっていることが多い。
台湾では、台北市、台中市、高雄市などの大都市にも客家料理店があり、主に高雄市美濃区などの台湾客家料理を供している。
日本では東京都北区、台東区、新宿区や神奈川県座間市に台湾料理と共に台湾客家料理を供する店がある程度で少数である。アメリカ合衆国やカナダにも他の中国料理やインド料理などと共に客家料理を供する店があるが少ない。